# Деспотат
Деспотат — територія, якою управляє деспот
З середини 14-го століття різні території Візантії, були передані імперськими князями деспотам, щоб вони правили, як напівавтономні держави, деякі з яких стали широко відомі як «деспотати» (од. δεσποτάτον по-грецьки), головним чином, Епірський деспотат та Морейський деспотат.